# Ćwiczenie szkieletowe
Ćwiczenie szkieletowe – rodzaj ćwiczenia dowódczo-sztabowego odbywanego w terenie, gdzie rozgrywane są wszystkie czynności dowódców i sztabów w zakresie organizacji i prowadzenia walki. Rodzaje i formy ćwiczeń szkieletowych mogą być takie same jak i ćwiczeń na mapach. Ćwiczenia szkieletowe odbywają się zawsze ze środkami łączności i mogą być prowadzone z oznaczonymi elementami ugrupowania bojowego lub epizodycznym udziałem wojsk.